# Allogreffe
Les allogreffes sont les greffes les plus courantes. Elles concernent les cas où donneur et receveur font partie de la même espèce biologique mais, étant deux individus distincts, donneur et receveur possèdent des complexes majeurs d'histocompatibilité (CMH) différents. Dans ces cas, la greffe s'accompagne d'un traitement immunosuppresseur visant à prévenir une des complications majeures de la greffe : le rejet.
Plus les CMH sont ressemblants, plus la greffe a de chances de réussite.
Les allogreffes sont très variées :
- foie ;
- rein ;
- moelle osseuse ;
- cornée ;
- tympan ;
- osselets ;
- poumon ;
- cœur ;
- peau.

Le codage[Où ?] CCAM est « FELF009 - Injection intraveineuse d'un produit de thérapie cellulaire pour allogreffe ».

## Vols et trafic de tissus humains pour des allogreffes
Dans les années 2010, le Consortium international des journalistes d'investigation  (ICIJ) a exploré plusieurs sources, dont celles révélées par des lanceurs d'alerte, vérifiées par le consortium, prouvant que, face à une demande croissante de tissus dentaires, osseux et autres pour la chirurgie reconstructrice, plastique ou pour des implants cosmétiques (pour des greffes de peau sur grands brûlés, des substances de comblement des rides ou des tissus nécessaires à l'agrandissement de pénis…), l'allogreffe a suscité l'apparition d'un vaste marché mondial des parties du corps prélevées sur des cadavres.
Des questions éthiques et de sécurité sanitaire se posent autour de cette industrie qui, selon l'ICIJ, « recycle » plus de 30 000 corps humains par an. En 2010, ce sont encore les fabricants de médicaments et les banques de tissus qui sont responsables de garantir l'identité des donneurs de tissus. Certains pays n'ont réglementé le prélèvement que pour le sang et pour certains organes transplantables (ex : cœur, poumons ainsi que quelques autres organes au Japon). Souvent, il n'y a pas de réglementation pour la peau, la chair ou les os, et, dans de nombreux pays, il n'est interdit ni de les acheter ni de les vendre. Par exemple, l'ICIJ relève qu'en Hongrie et en Ukraine mais aussi en Caroline du Nord et en Alabama aux États-Unis, des enquêtes policières ont montré que des fournisseurs de tissus humains ont volé des tissus, commis des fraudes et des contrefaçons et/ou touché des pots-de-vin pour des tissus récoltés, traités, transformés en implants utilisables, pouvant être utilisés dans les hôpitaux et distribués par de grandes sociétés médicales (Zimmer Biomet coté environ un milliard de dollars en bourse). Au début des années 2000, l'OMS reconnaît l'existence d'un trafic important et, en juillet 2012, avec divers experts en épidémiologie et santé, l'OMS alerte sur le fait que le commerce de tissus prélevés sur des cadavres d'identité inconnue augmente le risque de propagation de maladies infectieuses.
En 2015, une enquête sur les fichiers implantaires a montré que les autorités sanitaires du monde entier ont fait confiance à l'industrie sans réussir à protéger des millions de patients contre des dispositifs médicaux implantés, mal testés (ex : implants mammaires). Malgré l'existence d'organismes de régulation ou supposés tels, comme l'Association américaine des banques de tissus (un organisme de l'industrie qui supervise certaines des plus grandes banques de tissus aux États-Unis), il a ensuite été confirmé que via des entrepreneurs douteux, l'industrie médicale se fournissait parfois en tissus humains par exemple sur des prisonniers exécutés (dans des pays lointains parfois) ou sur des suicidés ou sur des personnes assassinées avec de fausses signatures de consentement éclairé de la personne décédée ou des proches. Début 2013, la FDA a mis en garde contre l'utilisation de parties de corps humain contaminées.
Cette alerte a notamment fait suite à une enquête journalistique ouverte en 2012, dite enquête « Skin and Bone » (peaux et os) relative au marché mondial des tissus humains. 
Elle a décrit le cas de Michael Mastromarino, l'un des leaders de ce trafic (âgé de 49 ans, il purgeait une peine pouvant aller jusqu'à 58 ans, dans une prison de haute sécurité de l'État de New York. Mastromarino, qui se présente comme courtier en tissus humains est un ancien dentiste de Brooklyn, qui après avoir perdu sa licence professionnelle (car devenu toxicomane et arrêté pour possession de drogue après s'être lui-même injecté des analgésiques sur ordonnance afin de soulager une lésion ancienne due au football), a ouvert une entreprise de récupération/vente de tissus humains (Biomedical Tissue Services), simplement en signant un formulaire téléchargé de la FDA, laquelle n’a pas même inspecté ses installations. En 2003, Mastromarino, soupçonné d'utiliser des réseaux mafieux pour se fournir, a été poursuivi pour avoir prélevé des tissus après le meurtre-suicide d’un couple, en fabriquant de faux formulaires de consentement au don. Il a ensuite été poursuivi pour vol des os d'Alistair Cooke (journaliste de radiodiffusion). Durant 3 ans, (jusqu'à fin 2005), il a fourni des os et d'autres tissus à la filiale à but non lucratif de RTI, RTI Donor Services, et à 4 autres sociétés américaines, notamment en passant par un réseau de trafic de cadavres des anciennes républiques soviétiques. Au Kirghizistan il a trouvé un responsable de prison lui vendant les corps de détenus exécutés, corps qui n'ont finalement pas pu être importés aux Etats-Unis en raison du risque de contamination par la maladie de Creutzfeldt-Jakob.
Une enquête judiciaire ukrainienne et des éléments notamment rapportés par le Consortium international des journalistes d'investigation (ICIJ, en juillet 2012) a montré que des quantités importantes de tissus humains avaient été prélevés par des agents de morgue sur des dizaines de cadavres, sans le consentement éclairé de leurs proches, puis vendus à BioImplant (entreprise contrôlée par le gouvernement ukrainien) qui les revendait à Tutogen Medical, une entreprise allemande (filiale du groupe américain RTI Biologics, cotée en bourse aux États-Unis, fabriquant des dispositifs médicaux implacables, à partir de tissus humains « recyclés ». Deux affaires où des morgues étaient soupçonnées de fournir à BioImplant des tissus obtenus illégalement ont été classées sans suites et en 2005, une autre affaire l'a été parce que le tribunal a décidé qu'aucun crime ne pouvait être prouvé si le tissu récupéré n'avait pas été transplanté. Dans un autre procès (2008), le directeur médical d'une morgue de Krivoy Rog est mort alors que le jury délibérait à propos de sa responsabilité. À Ivano-Frankovsk, en juin 2012, les responsables d'une morgue régionale ont été poursuivis pour avoir trompé vingt familles entre 2009 et 2011 afin qu'elles signent des formulaires de consentement au don d'organes. Cette morgue avait un contrat d'approvisionnement avec BioImplant (signé en 2007 et RTI a enregistré cette morgue auprès de la FDA en juin 2008). En 2012, selon les autorités ukrainiennes, quatre employés de deux morgues de la région de Tchernigov (enregistrées auprès de la FDA) ont illégalement obtenu des tissus de 159 cadavres, tissus envoyés à une « entreprise d'État spécialisée » (non nommée). RTI et Tutogen Medical ont annoncé stopper leurs achats chez BioImplant et dans 20 banques de tissus ukrainiennes,.

## Vers un système mondial de suivi sous l'égide de l'OMS?
Aux États-Unis, depuis 1993, c'est la FDA qui au niveau fédéral réglemente les prélèvements, transformations et utilisations de tissus humains destinés aux greffes, via trois règlements principalement, promulgués en mai 2005 et traitant des activités de fabrication utilisant des cellules humaines, des tissus et des produits cellulaires et à base de tissus (HCT/Ps) : 
1. les entreprises produisant et distribuant des HCT/Ps doivent s'enregistrer auprès de la FDA ;
2. une règle « d'éligibilité des donateurs » proscrit certains donateurs « à risque » ;
3. les « bonnes pratiques actuelles en matière de tissus » supervisent les processus de traitement et de distribution de chaque entreprise.

Mais la FDA manque de moyens de vérification (voir plus haut).
Alors que le commerce international de tissus humains est en forte augmentation, en mai 2010, l'OMS a annoncé vouloir s'inspirer du codage pour des produits sanguins (amélioré après le scandale du sang contaminé, 30 pays ayant en 2010 déjà adopté le système à code-barres introduit en 1997) pour créer un système de codage généralisé de traçabilité des tissus humains utilisés en allogreffes, autogreffes, matériaux médicaux et autres produits dérivés, notamment comme ingrédients pour médicaments ; ceci pour améliorer la sécurité sanitaire et empêcher le trafic illégal de tissus humains ; et si une maladie infectieuse ou cancéreuse etc. est induite par une allogreffe, la traçabilité permet de retrouver les autres destinataires de tissus du même donneur : 193 pays sont concernés. Dans un marché mondialisé des tissus humains, un pays ne peut agir seul, note Naoshi Shinozaki (directeur du Centre Cornea de l’hôpital général Ichikawa du Collège dentaire de Tokyo) : « Si le système de l’OMS est mis en place, la collecte illégale de tissus sera empêchée et la sécurité (des parties du corps) sera assurée », assurait-il mi-2012.